# نجیبان
نجیبان (به لاتین: Najeeban) یک منطقهٔ مسکونی در افغانستان است که در ولسوالی پنجوائی واقع شده‌است.